# La mano incantata
La mano incantata (La Main enchantée, pubblicata inizialmente col titolo La Main de gloire) è una novella fantastica di Gérard de Nerval del 1832.

## Storia editoriale
La novella fu pubblicata inizialmente come La Main de gloire : histoire macaronique ("La mano della gloria: storia maccheronica") sul numero del 24 settembre 1832 della rivista Le Cabinet de lecture, con la nota «Tratta dai racconti del Bousingo, per cameratismo». Fu ripubblicata nella raccolta del 1852 Contes et facéties e in quella del 1855 La Bohème galante, quando le fu attribuito il titolo con il quale è oggi maggiormente conosciuta.

## Trama
A Parigi, nel 1609, Eustachio Bouteroue, apprendista drappiere, assiste sul Pont Neuf all'esibizione di mastro Gonin, mago, giocoliere e saltimbanco che esibisce una scimmia, e si fa leggere le carte da lui, il quale indovina che il giovane, orfano, è in procinto di sposarsi con la figlia del suo padrone e, inoltre, predice anche che si ergerà in alto e morirà più grande di lui. Eustachio pensa che la profezia significhi che assurgerà ad un'alta carica nella sua corporazione, ma Gonin invece gli spiega che sarà appeso al patibolo.
A casa del suo padrone e futuro suocero, Eustachio trova Javotte Goubard, la sua fidanzata, in compagnia del nipote, un giovane archibugiere, che rimane poi in quella dimora per giorni e giorni e si comporta da padrone, anche dopo il matrimonio di Eustachio e Javotte. Una sera, l'archibugiere si trova la porta chiusa a chiave e rompe una finestra per entrare in casa. Avviene una colluttazione fra lui ed Eustachio, che infuriato lo sfida a duello, pentendosene poco dopo.
Spaventato, Eustachio si reca da mastro Gonin e gli chiede un incantesimo che gli possa assicurare la vittoria. Per cento scudi, Gonin gli unge la mano destra con una sostanza magica e gli dà dieci giorni di tempo per pagarlo; se non ne sarà in grado, sarà Gonin a fare della mano l'uso che vorrà.
Eustachio si presenta nel luogo della sfida e, alla sua prima stoccata, trafigge a morte l'avversario, inchiodandolo al suolo. Terrorizzato, fugge e per i primi giorni non riesce nemmeno a dormire, aspettandosi da un momento all'altro di essere arrestato; chiede allora la protezione del luogotenente civile Chevassut, cliente di suo suocero, che promette di aiutarlo. Tuttavia, al momento di uscire dalla casa del giudice, la mano di Eustachio, muovendosi da sola, schiaffeggia il magistrato, cosa che lascia esterrefatti entrambi gli uomini. Mentre Eustachio cerca di scusarsi, la sua mano dà un altro schiaffo a Chevassut, che a quel punto, pensando di essere stato preso in giro, fa arrestare Eustachio con l'accusa di omicidio e oltraggio a pubblico ufficiale.
Mastro Gonin fa visita a Eustachio in carcere, spiegandogli che ciò che gli è successo è dipeso dal suo ritardo nel pagamento, in quanto per rifarsi della perdita il Mastro aveva pensato di procurarsi la mano di un impiccato, da trattare appositamente per farla diventare un talismano capace di aprire qualsiasi porta senza l'uso delle chiavi: la Mano di Gloria. Due giorni dopo, quando Eustachio viene impiccato, infatti, la sua mano comincia a muoversi in modo inconsulto, arrivando a schiaffeggiare il boia che, adirato, la taglia con un coltellaccio. La mano salta giù dal patibolo e camminando sulle dita arriva sino all'abitazione di mastro Gonin.

## Intertestualità
- Nerval si ispira non tanto alla suggestione lirico-sentimentale commista di elemento onirico e memoria quale sperimenta in Sylvie (romanzo), ma ad un soggetto classico e tipico della letteratura fantastica,[2] imbibendola peraltro di elementi stranianti e misterici: cita, infatti, nel suo racconto la ricetta di fabbricazione di una "Mano di Gloria", tratta dal grimorio Petit Albert, ma senza l'utilizzo abituale dell'oggetto.[3]
- Guy de Maupassant nel 1875 scrive La mano dello scorticato, racconto ispiratogli dall'incontro con il poeta Algernon Swinburne,[4] che presenta analogie con quello di Nerval.
- La mano incantata ricorda altresì il racconto fantastico di E.T.A. Hoffmann intitolato Gli arcani (Die Geheimnisse), nel quale il giovane studente Theodor è colpito da una mano invisibile durante un banchetto.
- Alphonse Karr riprende lo stesso soggetto ne La Main du diable, il cui protagonista, Monsieur Guillaume, si trova sotto l'influenza non di un incantesimo ma di un'idea fissa.

## Opere derivate
- Il film del 1943 La mano del diavolo, diretto da Maurice Tourneur, è liberamente ispirato a La mano incantata.
- Dalla novella fu tratto nel 1974 il film per la televisione La Main enchantée, di produzione francese.

## Edizioni
- (FR) Gérard de Nerval, La Main de gloire : histoire macaronique, in Le Cabinet de lecture, vol. 3, n. 214, 24 settembre 1832,  pp. 1-6. Ospitato su Gallica.bnf.fr.
- Gérard de Nerval, La mano incantata, collana Collana meravigliosa, traduzione e riduzione di Augusto Righetti, n. 2, Roma, M. Carra & C., 1908.
- Gérard de Nerval, Le figlie del fuoco; Aurelia; La mano stregata, collana BUR, traduzione di Cesare Giardini, n. 796/799, Milano, Rizzoli, 1954.
- Gérard de Nerval, La mano incantata, in I racconti, traduzione di E. Citati, Torino, Einaudi, 1966.
- Gérard de Nerval, La mano incantata, in Italo Calvino (a cura di), Racconti fantastici dell'Ottocento, traduzione di E. Citati, I. Il fantastico visionario, collana Oscar classici n. 20, Milano, Mondadori, 1983,  pp. 137-172.
- Gérard de Nerval, La mano incantata, a cura di Giulia Radicati, collana Il bosco di latte, n. 51, Milano, Tranchida, 1995, ISBN 88-8003-089-2.
- Gérard de Nerval, La mano incantata, in Diana Dell'Omodarme (a cura di), Novelle, collana I grandi scrittori stranieri, n. 287, Torino, UTET, 1968.
- Gérard de Nerval, La mano incantata; La signorina Dafné, traduzione di Daniela Giusto, Bologna, Re Enzo editrice, 2000, ISBN 888758608X.